# Mictlancihuatl

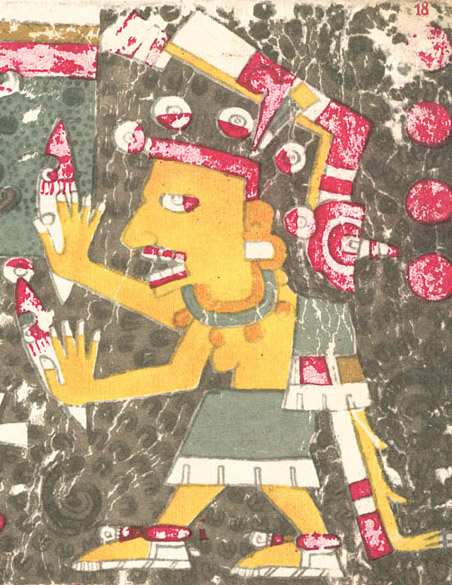
Mictlancihuatl im Codex Borgia

Mictlancihuatl (auch Mictecacihuatl oder Mictlantecihuatl) bedeutet in der Übersetzung „Herrin des Todes“ oder „Herrin der Unterwelt“ (Mictlan). Im aztekischen Pantheon war sie die Gattin Mictlantecuhtlis.

## Mythologie
Mictlancihuatl wachte über die Knochen der Toten und die Feste, die den Toten geweiht waren. Sie trug einen Rock aus Klapperschlangen, hatte einen Totenschädel und kräftige Hände, als dienten sie zum Graben. In der aztekischen Vorstellung vom Jenseits gab es drei Bereiche: Mictlan, Tlalocan und Ichan Tonatuih Ilhuicac. Wer eines natürlichen Todes gestorben war, kam nach Mictlan, wo er von Mictlancihuatl und Mictlantecuhtli empfangen wurde.
Nun lassen dich der Gott Mictlantecuhtli und seine Gattin Mictecacihuatl an ihrem Aufenthaltsort teilhaben.
Mictlan war ein Ort der Prüfungen:
…ihre Frühstückssuppe ist Eiter, sie trinken aus einer Hirnschale…Und alle Giftkräuter werden gegessen…In der Unterwelt herrscht große Armut und Not.
Erst nach Jahren gelangen die Toten, begleitet von einem Hund, an den Hof des Herrschers der Unterwelt und seiner Frau Mictlancihuatl, wo man glücklich ist. Von dort aus konnten die Seelen durch das ewige Feuer auf die Erde zurückgetragen werden.

## Weiterleben der Vorstellung
Heute geht man davon aus, dass die aztekischen Todesvorstellungen und der Kult um Mictlancihuatl am Ursprung des mexikanischen Día de Muertos und der Verehrung von La Catrina stehen.

## Belege
1. ↑  H.B. Alexander: The World's Run, Seite 201, zitiert nach Sahagun, zitiert nach Günter Lanczkowski
2. ↑  Sahagun, zitiert nach Günter Lanczkowski, Seite 62
3. ↑  Heike Owusu: Symbole der Inka, Maya und Azteken, Seite 187